# Federico III de Alemania
Federico III de Alemania (en alemán: Friedrich Wilhelm Nikolaus Karl; Federico Guillermo Nicolás Carlos; Potsdam, 18 de octubre de 1831-15 de junio de 1888) fue el segundo emperador alemán y el octavo rey de Prusia, desde su ascenso al trono, el 9 de marzo de 1888, hasta su muerte, en junio del mismo año. Estuvo casado con Victoria, princesa real del Reino Unido, hija de la reina Victoria y el príncipe consorte, Alberto. 
Perteneciente a la conservadora casa de Hohenzollern, Federico adquirió pronto ideas liberales por influencia de su madre, Augusta de Sajonia-Weimar-Eisenach. Tras completar sus estudios, que aunaron formación militar y artes liberales, el joven se casó en 1858 con la princesa real Victoria, quien le reafirmó en sus ideas progresistas. Poco a poco, el príncipe se alejó de su padre, el rey Guillermo I, y sobre todo del jefe de gobierno, el ministro-presidente Otto von Bismarck. Aunque era el heredero al trono, el príncipe estuvo alejado de los asuntos políticos y relegado a un papel meramente representativo.
A pesar de no comulgar con la política «bismarckiana» de «sangre y hierro», Federico deseaba también la unificación alemana y la creación de una gran nación en Europa. Aunque opuesto a la guerra, participó en los conflictos iniciados por su país en la década de 1860: la guerra de los Ducados (1864), la guerra austro-prusiana (1866) y la guerra franco-prusiana (1870). No obstante, y a pesar de sus éxitos militares, su padre lo mantenía alejado del poder. Además, la proclamación del Imperio alemán, en 1871, no supuso para él ninguna promoción política.
Tras 27 años como heredero al trono, Federico sucedió finalmente a su padre como rey de Prusia y emperador alemán el 9 de marzo de 1888. No obstante, padecía un cáncer de laringe avanzado y murió 99 días después, lo que le impidió llevar a cabo las reformas que había soñado. Hoy en día, el emperador Federico III es una personalidad controvertida para los historiadores: mientras que algunos consideran que podría haber impedido el inicio de la Primera Guerra Mundial convirtiendo Alemania en una democracia liberal, otros piensan que no hubiera podido reformar el país en profundidad y dudan incluso de que quisiera hacerlo.

## Biografía

### Primeros años y educación

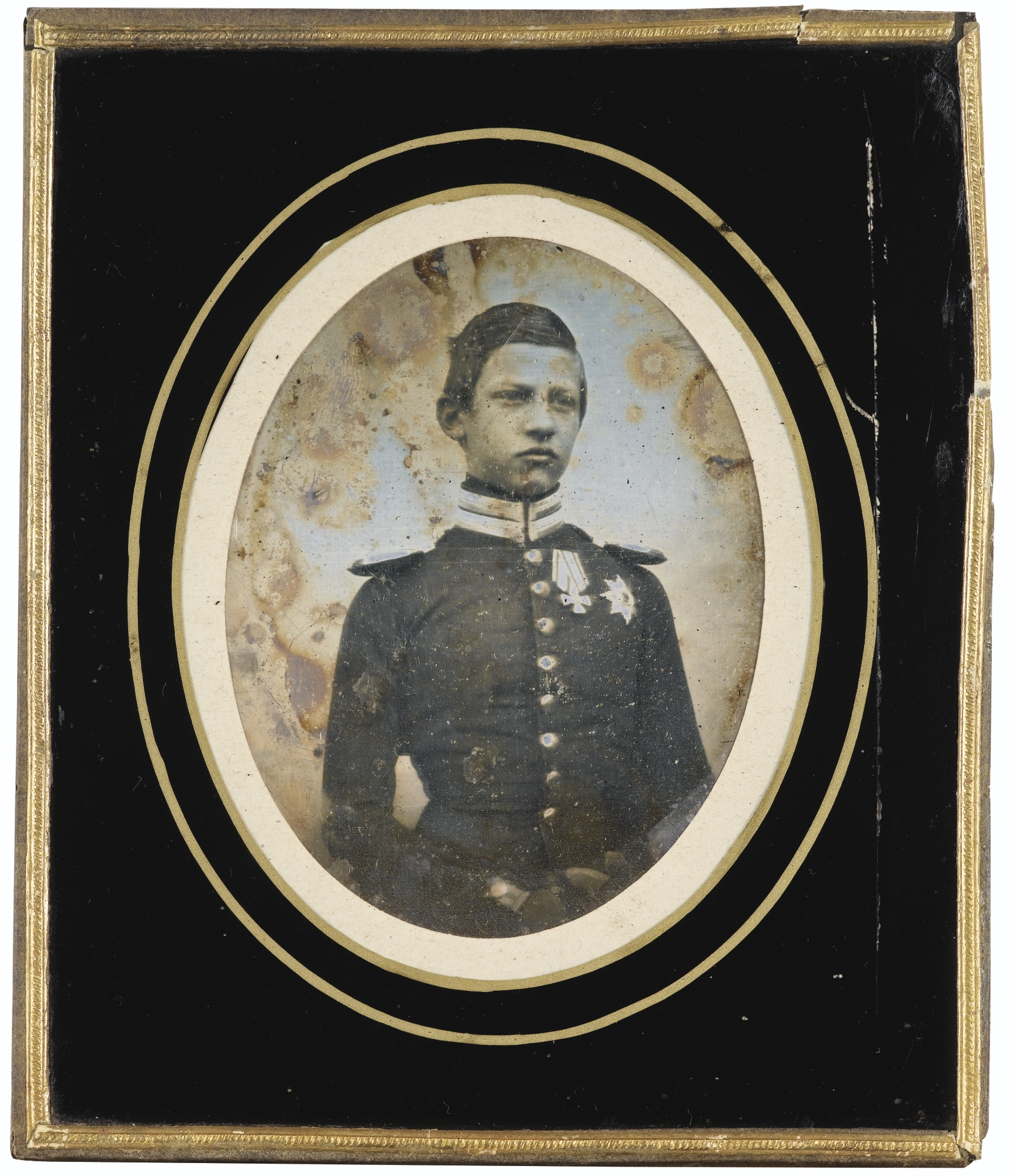
El príncipe Federico, fotografiado hacia 1841

El príncipe Federico Guillermo Nicolás Carlos de Hohenzollern nació en el Nuevo Palacio de Potsdam, Prusia, el 18 de octubre de 1831. Su padre, el príncipe Guillermo, era el segundo hijo del rey Federico Guillermo III y, por tanto, hermano menor del rey Federico Guillermo IV de Prusia. Tras haber sido educado en la más estricta tradición militar de los Hohenzollern, ejerció la regencia del reino desde 1858. La madre de Federico, por el contrario, había recibido una educación más liberal y más artística que su esposo y era, de hecho, bastante conocida en Europa por sus ideas progresistas. Por estas diferencias en cuanto a su educación, la pareja apenas se entendía y Federico y su hermana Luisa tuvieron infancias solitarias y difíciles.
A pesar del valor que le daba la familia Hohenzollern a la formación militar, la princesa Augusta insistió en que su hijo también recibiese una educación más tradicional. Federico resultó ser un alumno brillante y estaba especialmente dotado para las lenguas extranjeras, sobre todo el inglés, el francés y el latín. También fue un excelente gimnasta y estudió asimismo historia, geografía, física, música y religión. Como buen príncipe prusiano, llegó a ser un buen jinete.
Iniciado muy pronto en los temas militares, con solo 10 años fue nombrado subteniente en el 1.er regimiento de Infantería de la guardia prusiana y condecorado con la Orden del Águila Negra. Cuando cumplió 18 años, su familia pensó que se implicaría más en los asuntos militares, pero rompió con la tradición y se matriculó en la Universidad de Bonn. Sus años como estudiante universitario, unido a la influencia de las personalidades menos conservadoras de su familia, son claves para entender sus convicciones liberales.

#### Impacto del liberalismo en Alemania

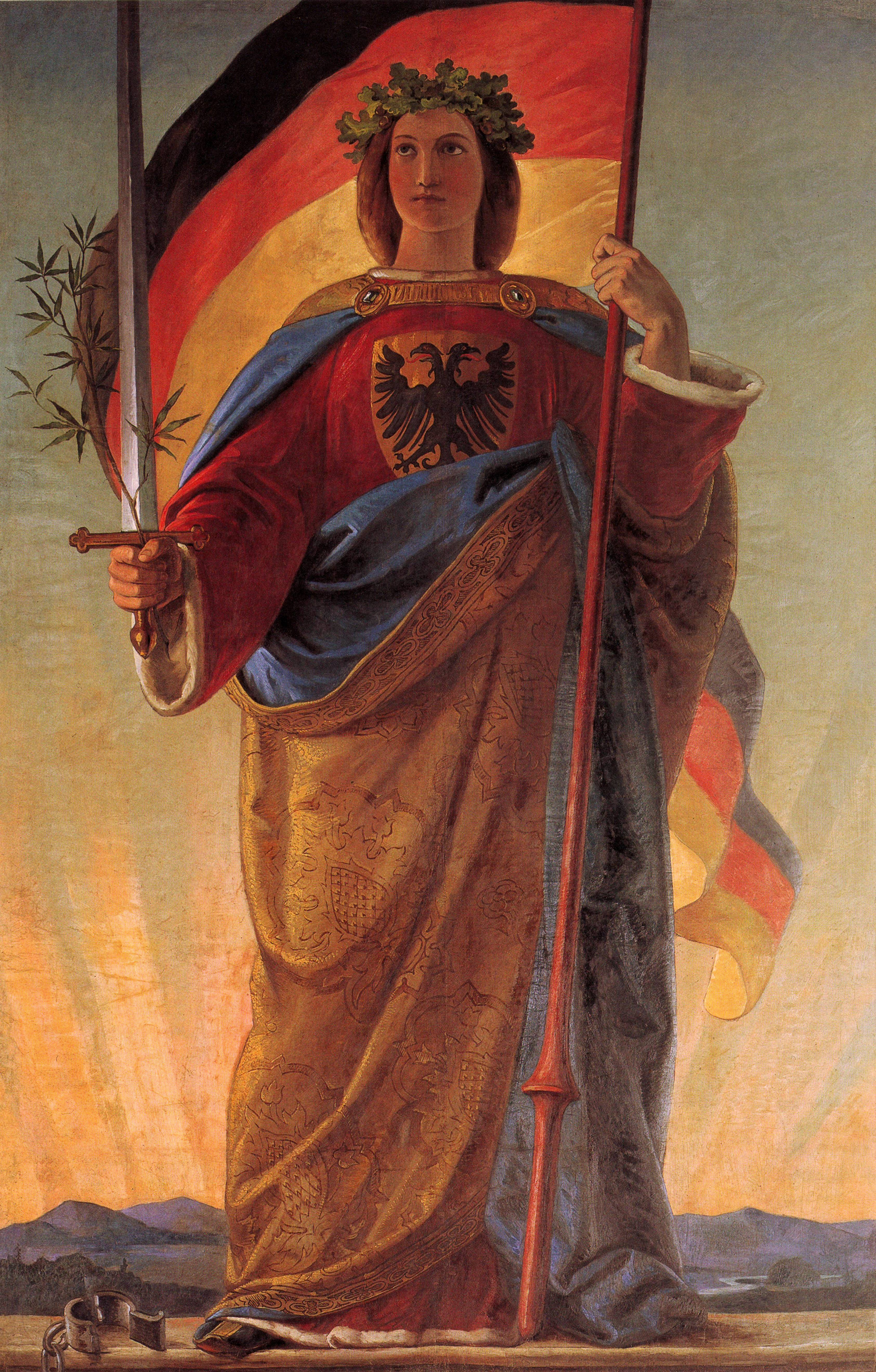
Retrato de Germania (alegoría de la Alemania unificada), por Philipp Veit (1848)

Federico creció en una época conflictiva durante la cual el liberalismo conoció un fuerte empuje en el mundo germánico. Se empezaba a gestar una voluntad de unificar Alemania y de instaurar una monarquía constitucional que garantizara la igualdad de todos los ciudadanos ante la ley, la protección de la propiedad privada y el reconocimiento de los derechos civiles y políticos. Los liberales querían imponer a la Confederación Germánica un gobierno sometido a la voluntad y la representación populares.
En 1848, cuando el joven Federico tenía 16 años, el desarrollo del sentimiento nacional y de las ideas liberales condujeron al estallido de una serie de revoluciones que eliminaron algunas monarquías germanas y europeas. En los estados alemanes, el objetivo de los liberales era el reconocimiento de las libertades fundamentales, como el derecho de reunión y la libertad de prensa, así como la creación de un parlamento y una constitución alemana. No obstante, algunos meses después, la revolución alemana fue barrida del mapa por las fuerzas conservadoras. Sin embargo, y aunque la revolución fracasó porque no pudieron mantener sus reformas, los liberales estuvieron muy presentes en la vida política alemana a lo largo de la vida de Federico.

### Matrimonio y familia

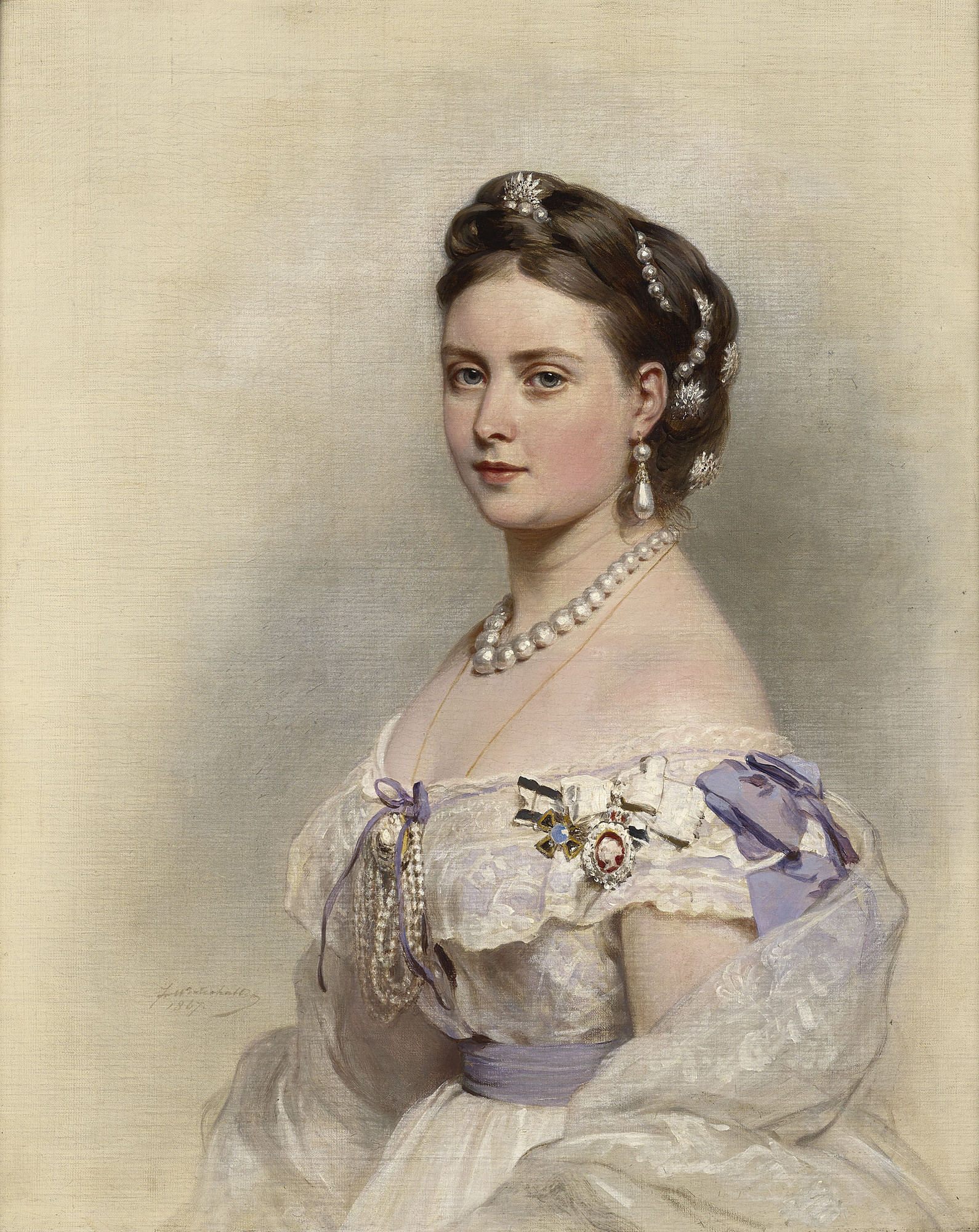
La princesa Victoria, quien contrajo matrimonio con Federico III en 1858, retratada por Franz Xaver Winterhalter (1846)

En el siglo xix, los matrimonios reales europeos eran concertados por la corte para crear y reforzar las relaciones entre los estados del continente. Desde 1851, la reina Victoria I del Reino Unido y su esposo, el príncipe Alberto, empezaron a hacer planes para casar a su hija mayor, la princesa Victoria, que acababa de cumplir 11 años, con Federico, el heredero al trono prusiano. En aquella época, la familia real británica era casi enteramente de origen germano: había muy poca sangre inglesa corriendo por las venas de la reina Victoria y ninguna por las venas de su esposo.
Los soberanos decidieron mantener vínculos familiares con Alemania. El príncipe consorte pensó, además, que la llegada de una princesa británica en la familia Hohenzollern podría permitir la apertura y la modernización del reino de Prusia. El rey de Bélgica, Leopoldo I, tío abuelo de Victoria, intervino para facilitar el matrimonio entre esta y Federico. Durante muchos años, apoyó la idea del barón Christian Friedrich Freiherr von Stockmar de crear una alianza entre el Reino Unido y Prusia. En Berlín, la princesa Augusta también estaba a favor de un matrimonio inglés para su hijo. Sin embargo, su marido no compartía su opinión y prefería casar a Federico con una princesa de la dinastía Románov.

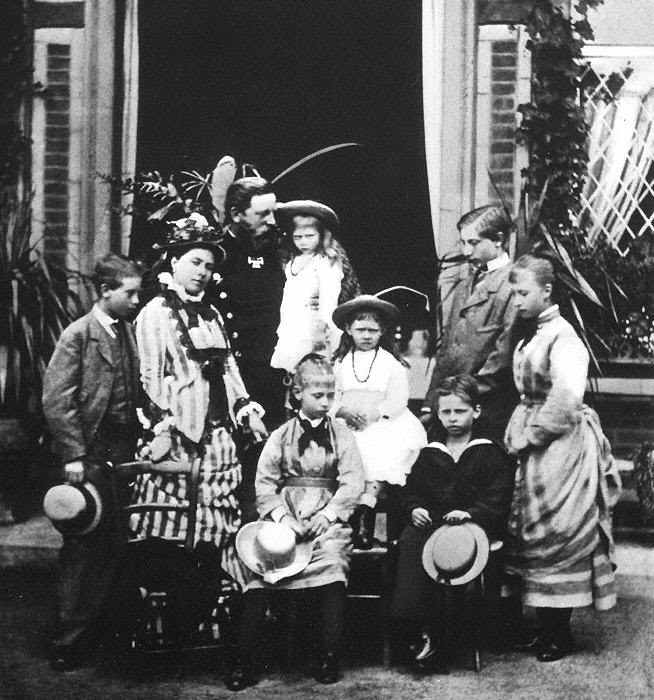
Fotografía del príncipe Federico con su esposa e hijos, en agosto de 1875

El compromiso entre Federico y Victoria se anunció en abril de 1856 y su matrimonio se celebró el 25 de enero de 1858 en la capilla real del palacio de St. James en Londres. Aunque fue concertada, la unión entre los dos jóvenes pronto se convirtió en un matrimonio feliz gracias a que Federico había recibido una educación liberal y Victoria compartía las ideas políticas de su marido.
La pareja tuvo ocho hijos, de los cuales dos murieron antes de llegar a la adolescencia:
- Guillermo II, rey de Prusia, emperador alemán. Se casó en primeras nupcias con Augusta Victoria de Schleswig-Holstein y, tras la muerte de esta, con Herminia de Reuss-Greiz.
- Carlota de Prusia, casada con Bernardo III de Sajonia-Meiningen.
- Enrique de Prusia, casado con Irene de Hesse-Darmstadt.
- Segismundo de Prusia, muerto a los 2 años.
- Victoria de Prusia, casada con Adolfo de Schaumburg-Lippe. Viuda, se casó con el ruso blanco Alexandre Zoubkoff.
- Waldemar de Prusia, murió con 11 años.
- Sofía de Prusia, casada con Constantino I de Grecia.
- Margarita de Prusia, casada con el landgrave Federico de Hesse, efímero rey de Finlandia.

#### Relación con su hijo Guillermo

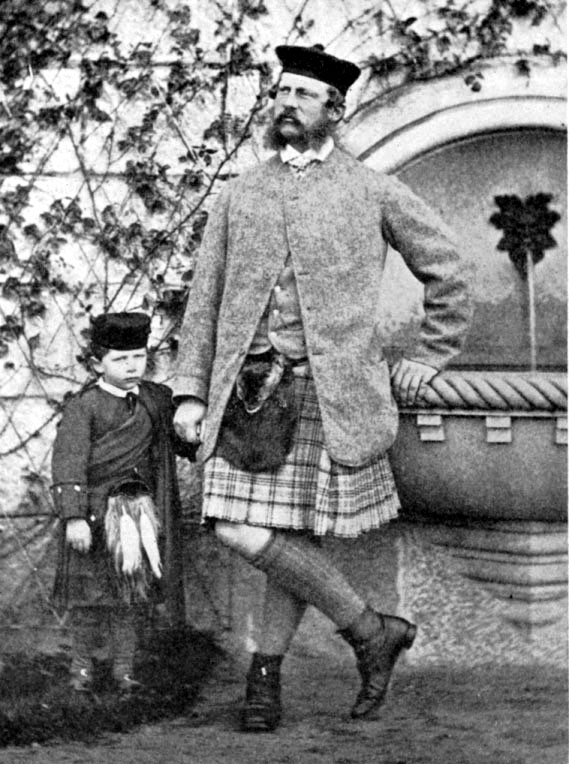
El príncipe Federico fotografiado junto a su hijo mayor en el castillo de Balmoral, en 1863

Al estar tan unidos, la pareja no tardó en crear una familia numerosa. Su primer hijo, el príncipe Guillermo, nació un año después de la boda, el 27 de enero de 1859. Este tuvo problemas durante el parto y nació con un brazo mal formado, probablemente debido a que el feto estaba en una mala posición o a una parálisis cerebral.
Cuando creció, Guillermo no comulgó con ninguna de las ideas liberales de sus padres. De hecho, su madre lo consideraba un «auténtico prusiano», y las diferencias ideológicas crearon un abismo entre el príncipe y sus padres durante toda la vida. Además, Bismarck hacía todo lo posible para empeorar aún más la situación.
Desdeñando las ideas progresistas de sus padres y con deseos de humillarlos públicamente, Guillermo II no hizo ninguna referencia a su padre cuando lo sucedió en el trono en 1888. Por el contrario, declaró que deseaba seguir la vía abierta por su abuelo Guillermo I, por lo que el nuevo emperador continuó una política muy conservadora que llevó a su país a la Primera Guerra Mundial.

### Heredero al trono de Prusia
Cuando su padre llegó al trono prusiano el 2 de enero de 1861, Federico se convirtió en el príncipe heredero (en alemán: kronprinz), con 29 años, y mantendría este título durante 27 años. Al principio de su reinado, Guillermo I era considerado un soberano políticamente neutral y Federico y los liberales alemanes esperaban que abriera una nueva era política. Esta esperanza parecía compartida con la población pues, en las elecciones, los liberales aumentaron el número de escaños en el parlamento. Sin embargo, el rey Guillermo mostró pronto su sensibilidad conservadora y su oposición a las reformas.

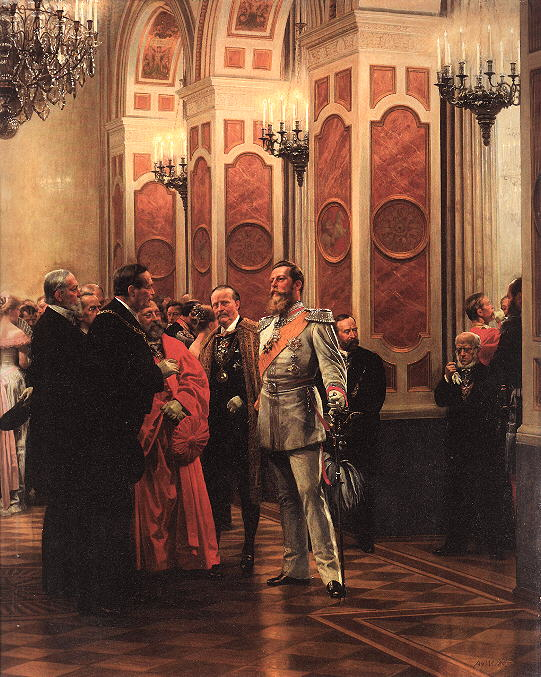
El heredero conversando con los dignatarios alemanes. Cuadro de Adolph von Menzel (1885)

Soldado dogmático a pesar de sus 64 años, Guillermo I tuvo problemas con el parlamento prusiano. Así, desde septiembre de 1862, hubo un enfrentamiento entre el soberano y los diputados debido a una reforma del ejército que por poco supuso el reemplazo de Guillermo por Federico. De hecho, el rey amenazó con abdicar si el parlamento se negaba a dar crédito a su plan de reorganización del ejército. Federico se sintió horrorizado por esto y le dijo a su padre que la abdicación «constituiría una amenaza para la dinastía, para el país y para la corona».
Guillermo cambió de opinión y nombró a Otto von Bismarck ministro presidente de Prusia. La elección de Bismarck, político autoritario y poco respetuoso con el parlamento como jefe del gobierno, supuso un enfriamiento de las relaciones entre el rey y el príncipe heredero. Deseoso de unificar Alemania por medios políticos y liberales, Federico se sintió aislado ante esta política de «sangre y hierro». Pronto, su padre lo excluyó de los asuntos políticos y esta fue la situación que se reprodujo a lo largo de todo el reinado de Guillermo I. Apoyado por su esposa, el príncipe heredero no dudó en protestar públicamente contra el gobierno de su padre. En 1863, criticó duramente la restricción de la libertad de prensa decretada por Bismarck durante una recepción oficial en Danzig.
Pronto, desprovisto de cualquier función real en Prusia, Federico y Victoria pasaron largos periodos en el Reino Unido. Al contrario que su padre, la reina Victoria I no dudó en pedirle a Federico que la representara en las ceremonias públicas.

#### De la guerra de los Ducados a la guerra austro-prusiana

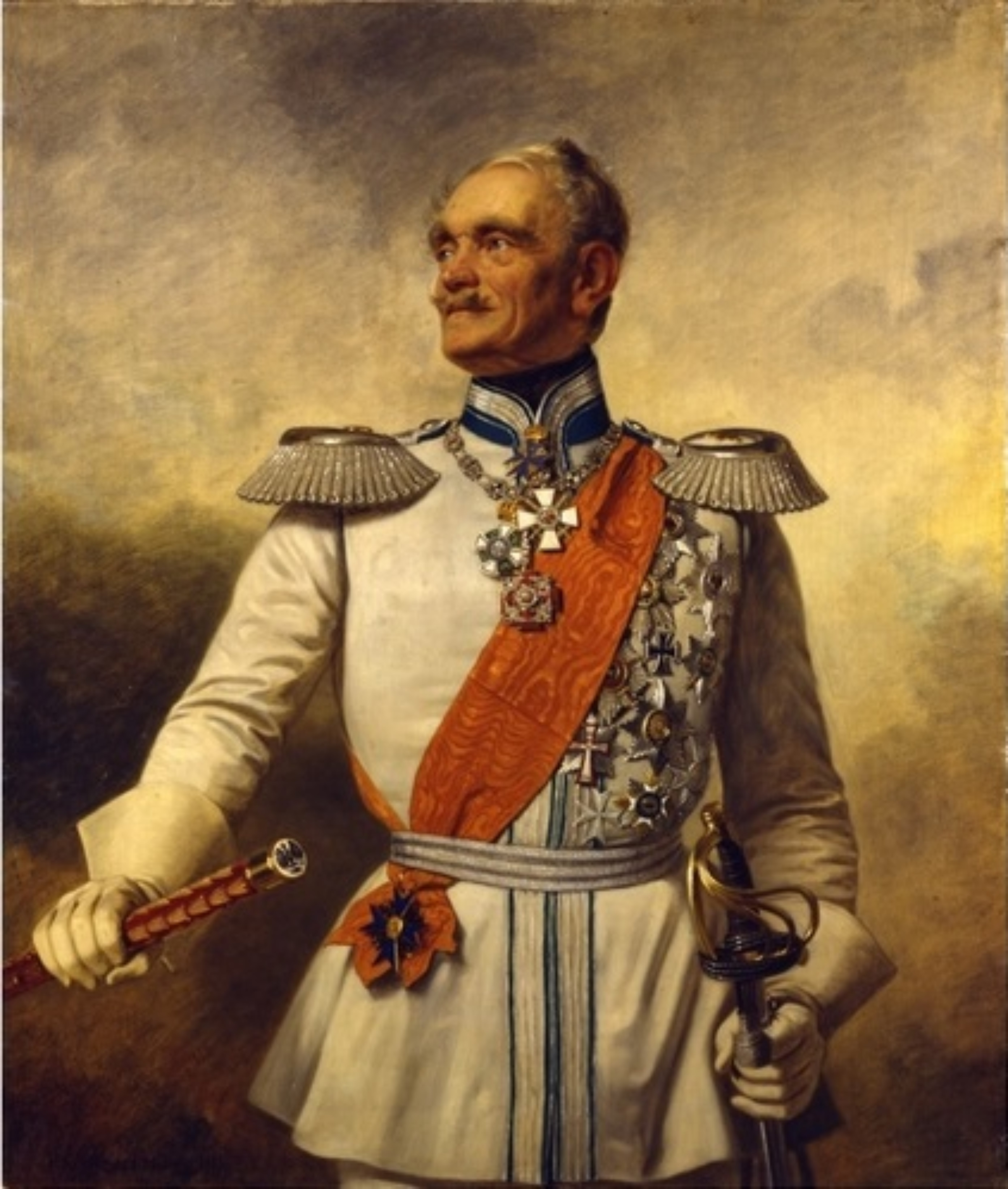
El conde Friedrich von Wrangel, c. 1857

En 1863 estalló la guerra de los Ducados, en la que Dinamarca se enfrentó a Prusia y a Austria por la posesión del ducado de Schleswig-Holstein. El conde Friedrich von Wrangel fue nombrado comandante supremo de los ejércitos de la Confederación Germánica y el príncipe heredero supo suavizar con tacto las tensiones que dividían a los oficiales. Los prusianos y sus aliados austriacos vencieron a los daneses e invadieron el sur del país hasta Jutlandia. Sin embargo, tras la guerra los aliados estuvieron dos años disputándose el liderazgo de los estados alemanes. Sus tiranteces condujeron a la guerra austro-prusiana. Contrario a un conflicto con Viena, Federico aceptó, a pesar de todo, el mando de uno de los tres ejércitos prusianos y puso al conde Leonhard von Blumenthal como jefe del Estado mayor. La llegada, en el momento adecuado, de las tropas del príncipe heredero en la batalla de Sadowa fue decisiva para asegurar la victoria prusiana.
Tras la batalla, Guillermo I condecoró a su hijo con la orden Pour le Mérite en recompensa por su comportamiento en el campo de batalla. Algunos días antes de Sadowa, el príncipe heredero escribió a su esposa que esperaba que esta guerra fuera la última en la que estuviera. Sin embargo, el tercer día del conflicto, escribió a Victoria: «¿Quién sabe si no habrá una tercera guerra para conservar lo que ya hemos ganado?».

#### Guerra franco-prusiana

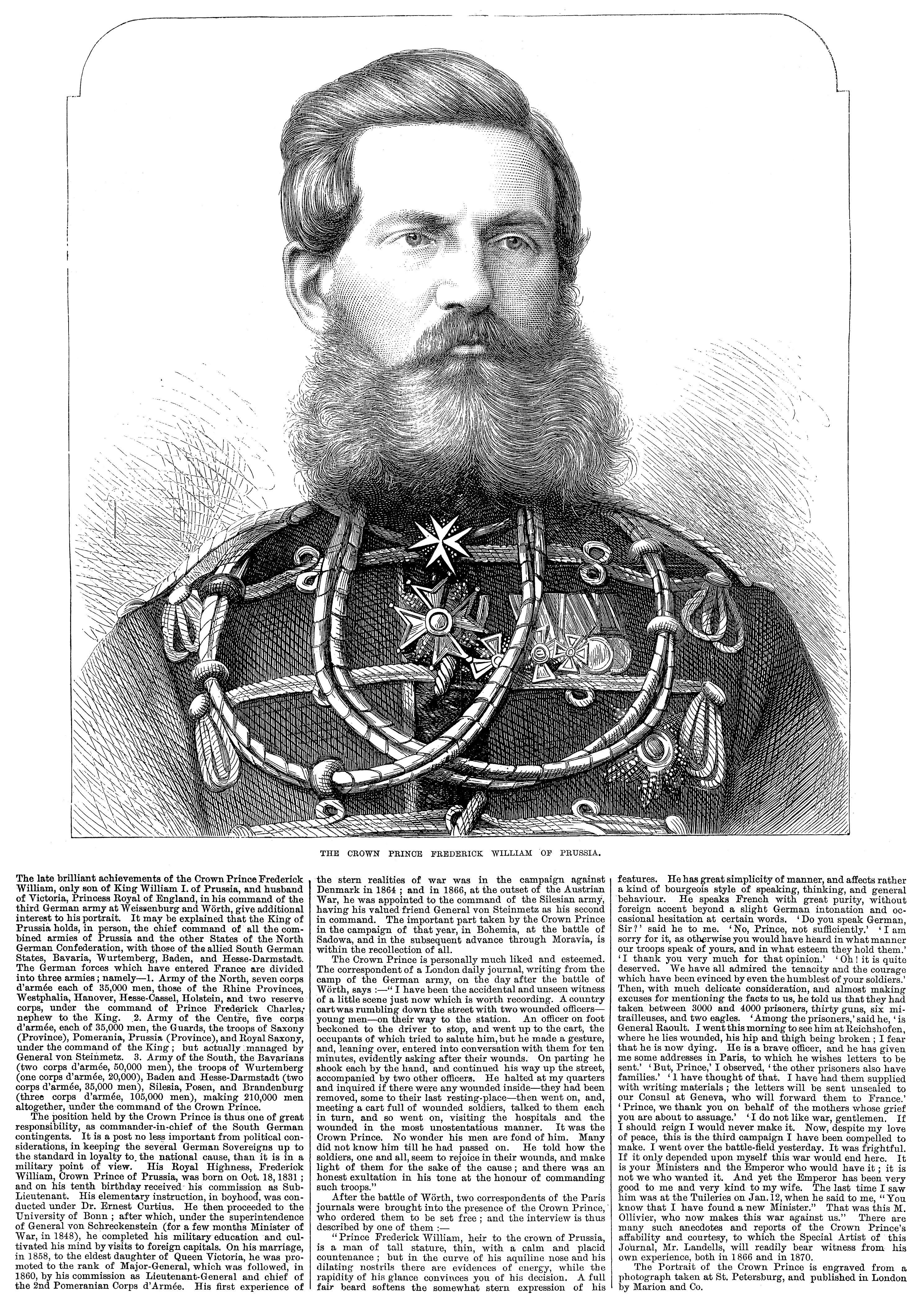
El Illustrated London News del 20 de agosto de 1870, que celebró las victorias del príncipe heredero durante la guerra franco-prusiana

Cuatro años después del final de la guerra austro-prusiana, en 1870, estalló la guerra franco-prusiana, durante la cual el príncipe heredero dirigió el III ejército alemán, compuesto por tropas procedentes de los estados de Alemania del Sur. Durante este nuevo conflicto, Federico fue loado por su acción contra los franceses en las batallas de Froeschwiller-Woerth y de Wissembourg, pero fue en la batalla de Sedán y el asedio de París donde obtuvo los mayores éxitos. El respeto con el que Federico trató a los enemigos de su país le ganó el reconocimiento de los observadores de los países neutrales. Evidentemente, sus victorias militares aumentaron el amor del príncipe por sus hombres. Tras la batalla de Woerth, un periodista londinense fue testigo de las numerosas visitas del príncipe heredero a los soldados prusianos heridos y describió el afecto y el respeto con el que los militares lo trataban.
Sin embargo, el heredero al trono no era un hombre de guerra. Durante una entrevista con dos periodistas parisinos, declaró: «A mí no me gusta la guerra, señores. Cuando reine, espero no tener que hacerla nunca». Otro periodista francés escribió sobre el príncipe: «El príncipe heredero ha dejado cantidad de pruebas de su bondad y de su humanidad en el país contra el que hace la guerra». El Times publicó una loa a Federico en julio de 1871: «el príncipe está ganando tantos honores por su nobleza de corazón como por sus proezas durante la guerra».

### Príncipe heredero de Alemania

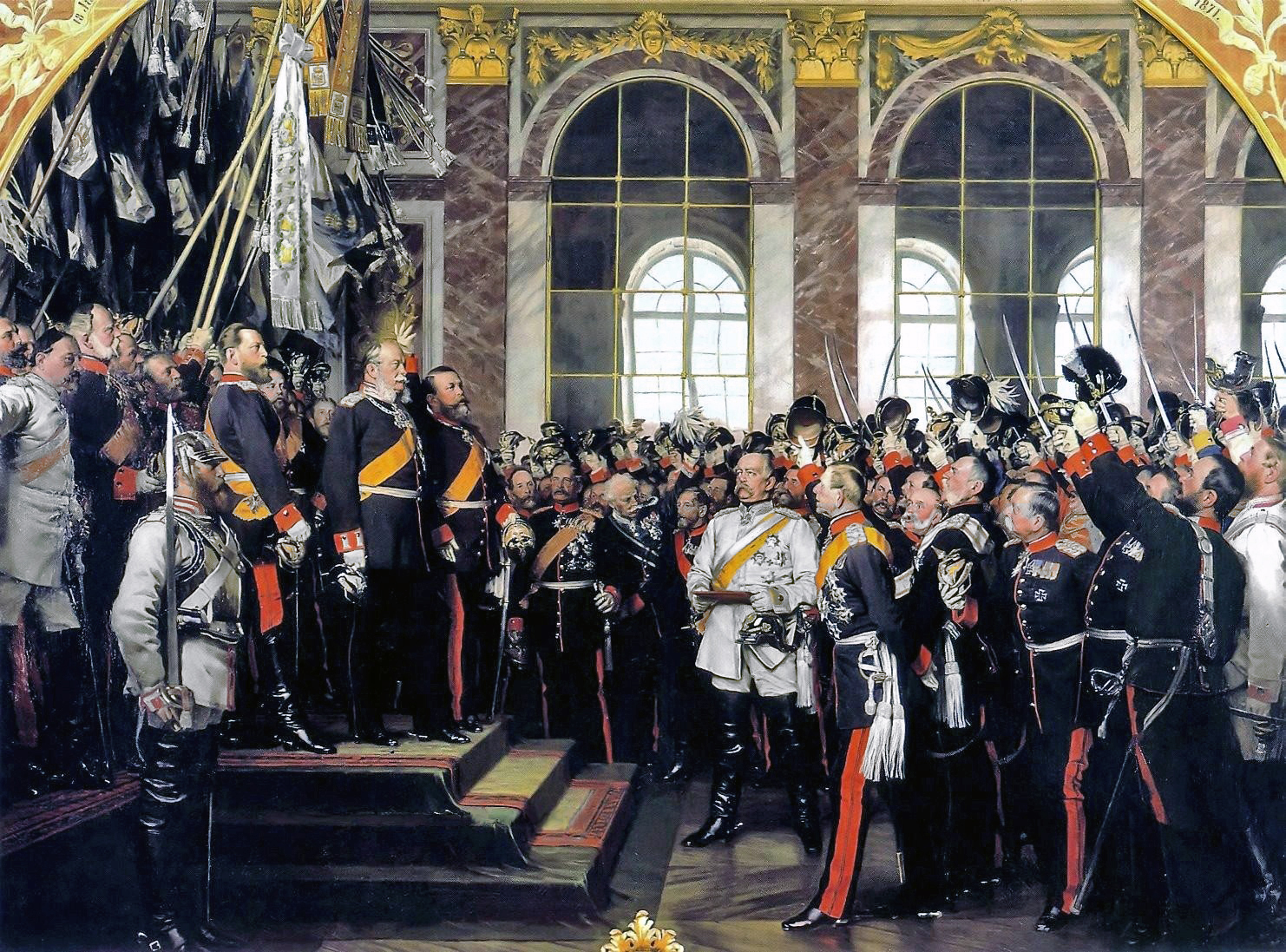
La proclamación del Imperio alemán en la Galería de los Espejos de Versalles por Anton von Werner (1885). Bismarck se encuentra en el centro, de blanco. El gran duque de Baden, yerno del emperador, está al lado de Guillermo I y el príncipe heredero Federico está detrás de su padre

#### La proclamación del Imperio alemán
El 18 de enero de 1871, aniversario de la llegada de los Hohenzollern a la dignidad real en 1701, los príncipes de la Confederación Alemana del Norte, así como los de la Alemania del Sur (Baviera, Baden, Wurtemberg y Hesse-Darmstadt) proclamaron a Guillermo I emperador en la Galería de los Espejos del palacio de Versalles. Estos adhirieron, por el momento simbólicamente, sus estados al nuevo Imperio alemán. Federico se convirtió, pues, en príncipe heredero de Alemania y Otto von Bismarck en canciller imperial. Poco después, los países católicos de la Alemania del Sur, que solo tenían con Prusia un acuerdo de unión aduanera, se incorporaron oficialmente a la Alemania unificada por el Tratado de Versalles (26 de febrero de 1871) y el Tratado de Fráncfort (10 de mayo de 1871) que, además, supusieron la adhesión al imperio de Alsacia y Lorena.

#### Un papel siempre limitado

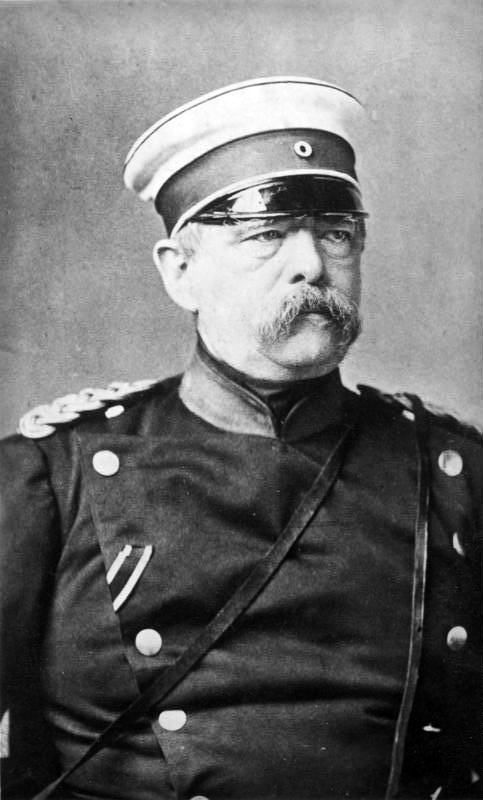
El canciller Otto von Bismarck, adversario del príncipe heredero y de su esposa (1875)

Siempre en conflicto con las políticas y los actos de su padre y de Bismarck, Federico se puso de parte de los liberales alemanes y los apoyó sobre todo en su oposición al aumento de dinero para el ejército. Sin embargo, no se tenía muy en cuenta la opinión del heredero al trono imperial. Sus únicas funciones eran las de representar a Alemania y a su soberano en las ceremonias, las bodas y las celebraciones oficiales como el Jubileo de diamante de la reina Victoria de 1887.
El príncipe Federico invirtió en numerosos trabajos de interés público como la fundación de escuelas o de iglesias en la región de Bornstädt, cerca de Potsdam. Deseoso de ayudar a su padre en convertir a Berlín en un importante centro cultural en Europa, el heredero fue nombrado «protector de los museos públicos». De hecho, gracias a él la capital alemana adquirió nuevas colecciones de objetos de arte y se fundó el museo Bode (conocido con el nombre de «museo del káiser Federico» hasta 1956).

### Reinado

#### Un emperador esperado, pero gravemente enfermo

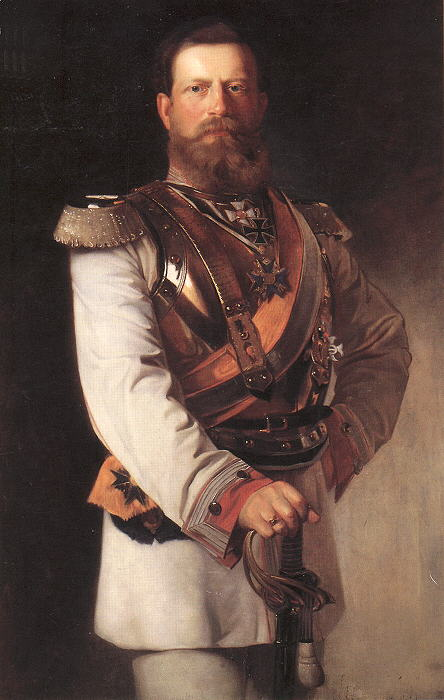
Retrato de Federico por Heinrich von Angeli (1874)

Las fuerzas progresistas alemanas esperaban con impaciencia la llegada de Federico al trono. Sin embargo, el muy conservador emperador Guillermo vivió hasta los 90 años y murió el 9 de marzo de 1888. En ese momento Federico tenía ya 57 años y padecía cáncer de laringe. Cuando por fin se convirtió en káiser, se dio cuenta de la importancia de su enfermedad y se lamentó por no poder servir a su país.
Enfermo, Federico III recibió consejos contradictorios por parte de sus médicos. En Alemania, el doctor Ernst von Bergmann le propuso extirparle totalmente la laringe, mientras que su colega, el doctor Rudolf Virchow se opuso totalmente pues no se había completado una operación semejante sin causarle la muerte al paciente. El célebre laringólogo británico Morell Mackenzie, que no reconoció el cáncer del emperador, le aconsejó una sencilla cura en Italia, lo que finalmente aceptaron tanto el emperador como su esposa.
El 8 de febrero de 1888, un mes antes de la muerte de Guillermo I, el doctor Bergmann le puso una cánula al entonces príncipe heredero para permitirle respirar. Sin embargo, esta operación quirúrgica le privó del habla. Incapaz de comunicarse verbalmente, Federico resolvió utilizar la escritura para comunicarse. A pesar de todo, el príncipe tuvo suerte durante la operación: el doctor Bergmann estuvo a punto de matar al heredero al trono al realizar la incisión en la tráquea y dirigir la cánula hacia el lado derecho de la garganta. Federico empezó a toser y a sangrar y Bergmann tuvo que introducir su índice en la herida para colocar bien la cánula. El sangrado se calmó después de dos horas, pero la acción del médico produjo un absceso en el cuello del paciente. Rápidamente, el pus acabó acumulándose en el cuello y eso le provocó molestias al emperador en los últimos meses de su vida. Tras la operación, el príncipe se quejó a sus allegados del mal trato dispensado por Bergmann y se preguntaba «por qué Bergmann me metió el dedo en la garganta». Algunas semanas más tarde, el doctor Thomas W. Evans le practicó de nuevo, y con éxito, una traqueotomía con una cánula de plata.

#### El emperador de los 99 días

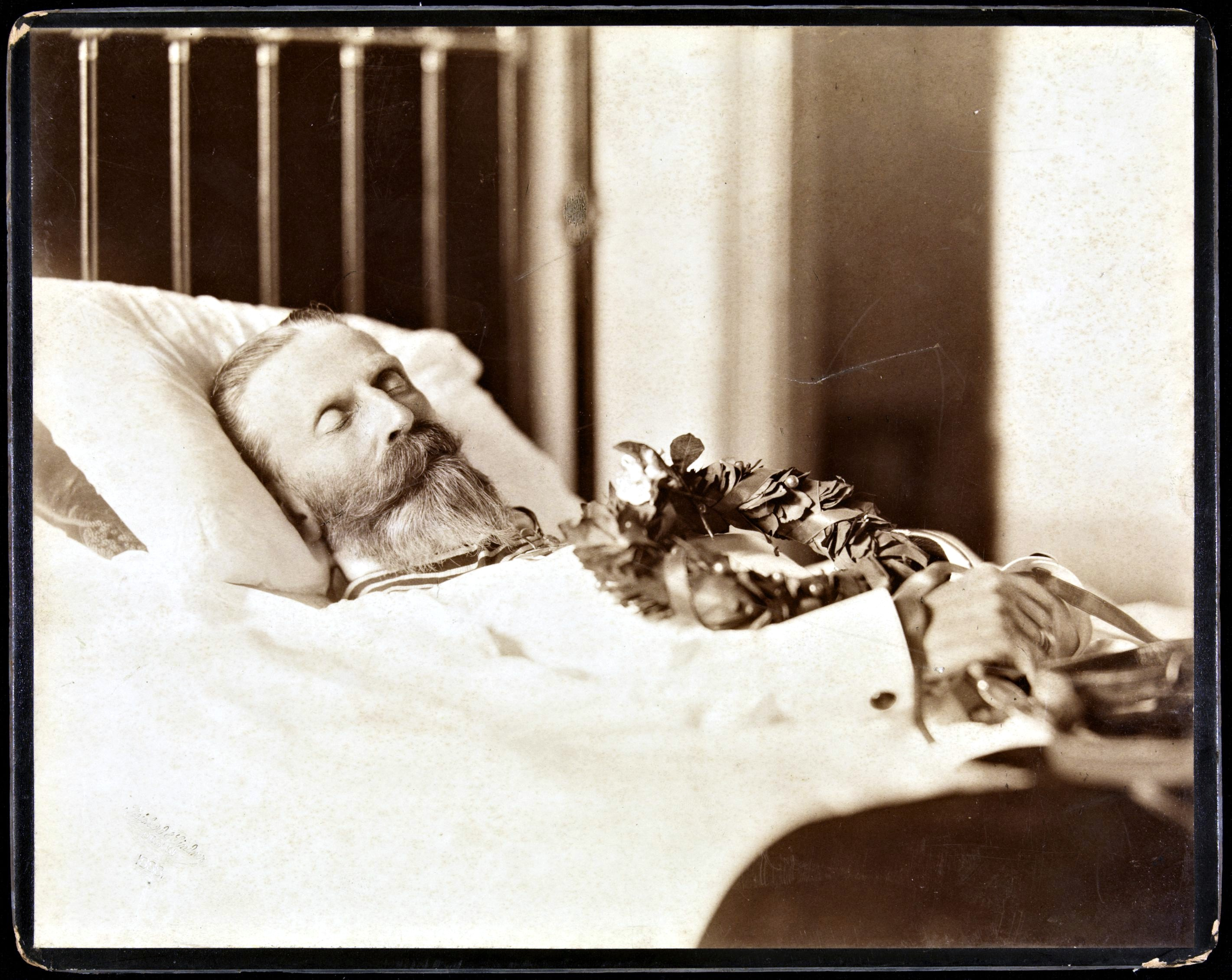
Fotografía post mortem del emperador Federico III de Alemania en 1888.

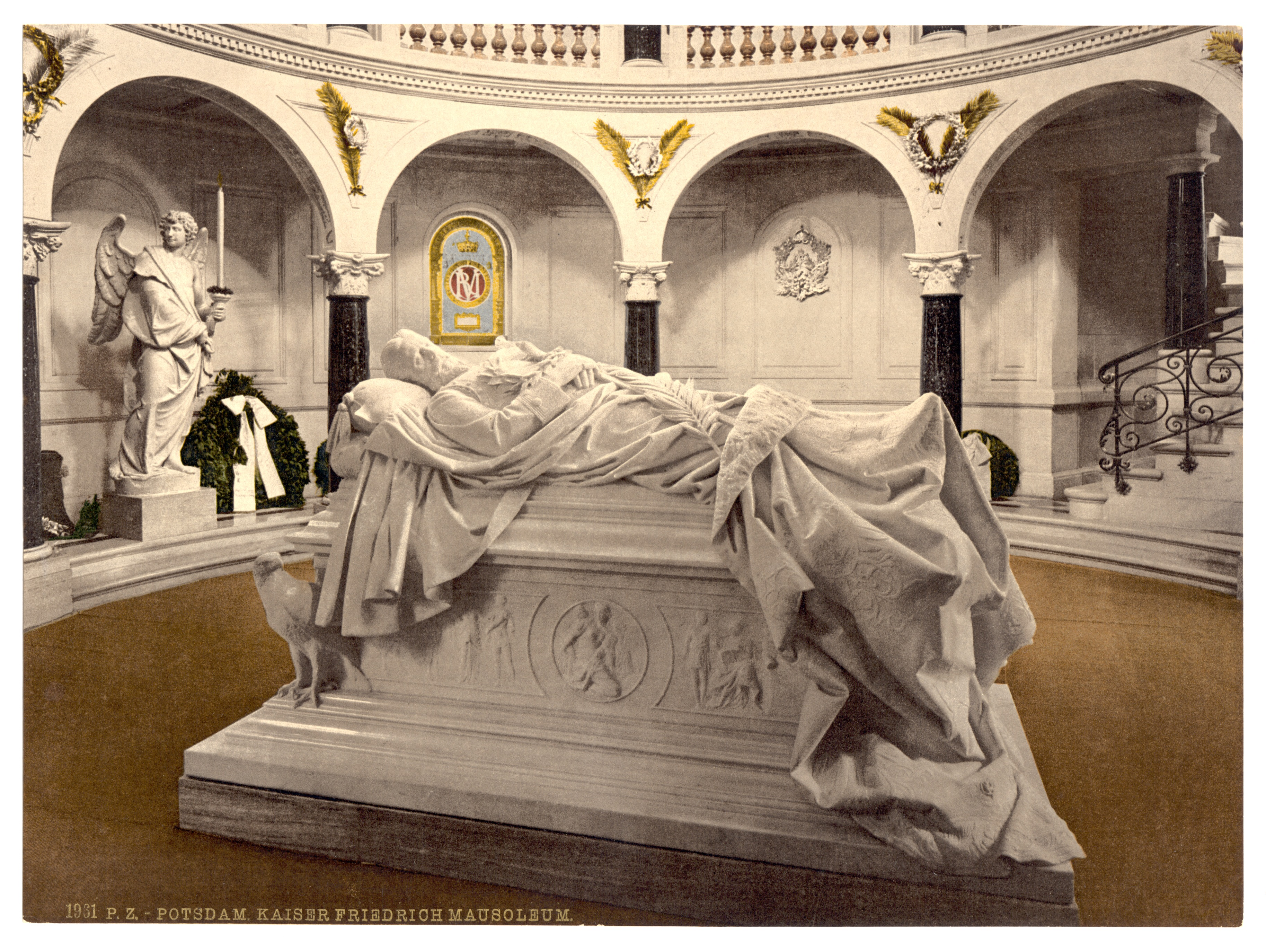
En el mausoleo del káiser Federico de Potsdam, la tumba del emperador está coronado con una efigie que lo representa

A pesar de su enfermedad, el emperador Federico hizo cuanto pudo para cumplir sus obligaciones oficiales y no olvidó recompensar a los que siempre lo apoyaron. Inmediatamente después de llegar al trono, condecoró a su esposa con la Orden del Águila Negra. Durante su corto reinado, el soberano recibió la visita oficial de la suegra, la reina Victoria del Reino Unido y el rey Óscar II de Suecia. También asistió a la boda de su hijo, el príncipe Enrique de Prusia, con su sobrina, la princesa Irene de Hesse-Darmstadt. No obstante, Federico solo fue emperador durante 99 días y se mostró incapaz de llevar a cabo las reformas que tenía en mente desde hacía tanto tiempo. De hecho, un edicto que había escrito antes de ser emperador y que limitaba los poderes del soberano y del canciller nunca fue aplicado. El 8 de junio de 1888, Federico obligó a dimitir al ministro del Interior, Robert von Puttmaker tras descubrirse que interfirió en las elecciones al Reichstag.
Consciente de que iba a morir en breve, Federico se preocupó sobre todo por la suerte de su país. En mayo de 1888, declaró «No puedo morir… ¿qué le ocurriría a Alemania?». Murió el 15 de junio siguiente y su hijo mayor, el joven Guillermo II, le sucedió en el trono. Federico fue enterrado en un mausoleo anexo a la Iglesia de la Paz de Potsdam. Tras la muerte del emperador, el primer ministro británico William Gladstone lo calificó como «el Barbarroja del liberalismo alemán».

## Controversia historiográfica

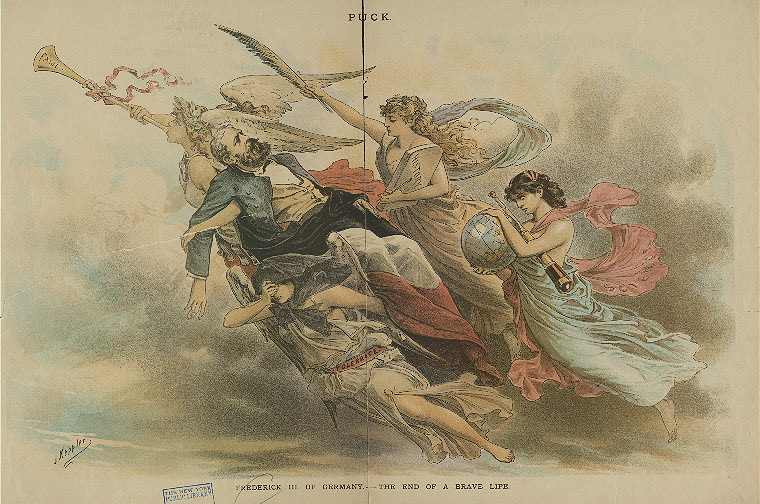
La revista estadounidense Puck y su duelo por el emperador liberal Federico III

Durante toda su vida, Federico estuvo convencido de que un gobierno no debería actuar contra la voluntad de su pueblo. Muy liberal, admiraba a su suegro Alberto de Sajonia-Coburgo-Gotha y el régimen parlamentario británico. Antes de ascender al trono, tuvo la ocasión de debatir largo y tendido con la reina Victoria y otras personas sus ideas con respecto al gobierno. De acuerdo con su esposa, preveía reformar el Imperio alemán y poner a la cabeza de este a ministros más liberales.

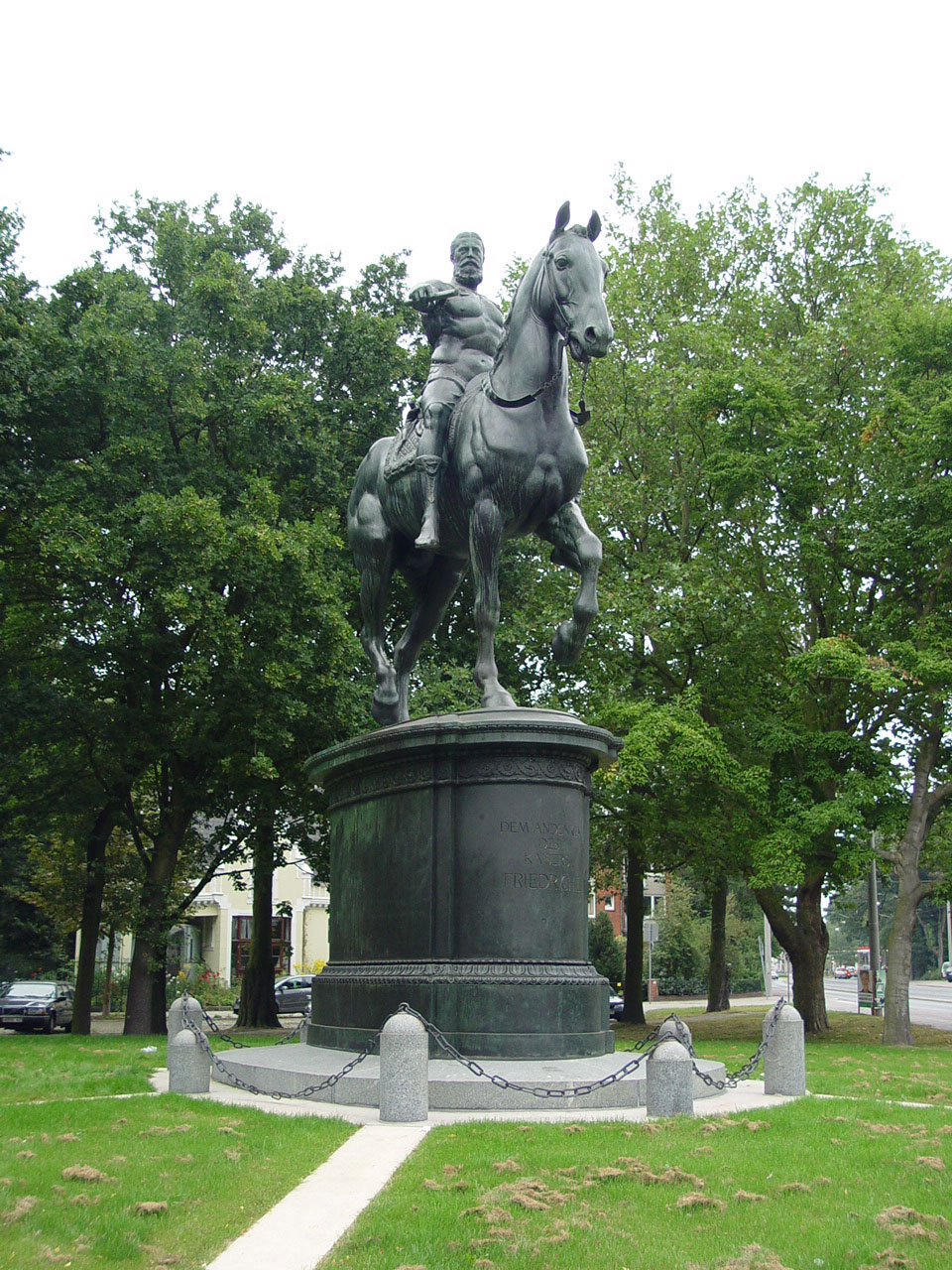
Estatua ecuestre del káiser Federico III por Louis Tuaillon en Bremen

Cuando llegó al trono, Federico y Victoria intentaron limitar el papel del canciller imperial y reorganizar el sistema político alemán para añadirle más elementos del modelo liberal británico. Muchos historiadores, como William Harbutt Dawson o Erich Eyck, han considerado que la muerte repentina de Federico III obstaculizó el desarrollo del movimiento liberal en el interior del Imperio alemán. Estos piensan que si hubiera reinado más tiempo y con mejor salud, Federico hubiera convertido a Alemania en una democracia liberal y hubiera impedido su militarización. Otros autores, como Michael Balfour o Michael Freund, van aún más lejos y defienden que si hubiera reinado más tiempo, Federico habría impedido el estallido de la Primera Guerra Mundial y, por consiguiente, de la Segunda Guerra Mundial. Más prudente, el historiador Frank Tipton se pregunta: «¿Qué habría pasado si su padre hubiera muerto antes o si él hubiera vivido más tiempo?».
Por el contrario, otros investigadores, como Wilhelm Mommsen o Arthur Rosenberg, se oponen a la idea de que el emperador podría haber «liberalizado» Alemania, ya que no hubiera osado oponerse a su padre y a Bismarck para cambiar la historia de su país. Excelente soldado criado en la tradición militar de su familia, Federico se sometió a la mayoría de las decisiones políticas de su padre y del canciller. Andreas Dorpalen afirma que es poco probable que el emperador hubiera cambiado de opinión si hubiera estado más tiempo en el trono, si bien tenía un carácter muy débil para poder llevar a cabo cambios reales en Alemania. Arthur Rosenberg va más lejos y considera que, a pesar de sus tendencias liberales, Federico creía firmemente en Bismarck y en su sistema. Por su parte, James J. Sheehan supone que el clima político y el sistema de partidos alemanes era demasiado conservador a finales del siglo xix para que Federico hubiera podido «liberalizarlo» en profundidad. Por último, Andreas Dorpalen añade que el liberalismo de Federico ha sido exagerado tras su muerte para dar una imagen fuerte del movimiento liberal germano. Además, considera que los errores cometidos por su hijo, Guillermo II, han contribuido a que se le vea con mejores ojos.

## Títulos y tratamientos
| ● 18 de octubre de 1831-2 de enero de 1861: | Su alteza real el príncipe Federico Guillermo de Prusia                            |
| ● 2 de enero de 1861-18 de enero de 1871:   | Su alteza real el príncipe heredero de Prusia                                      |
| ● 18 de enero de 1871-9 de marzo de 1888:   | Su alteza imperial y real el príncipe heredero alemán, príncipe heredero de Prusia |
| ● 9 de marzo de 1888-16 de junio de 1888:   | Su majestad el emperador alemán                                                    |

## Honores
Condecoraciones alemanas
- Prusia:
  - Caballero del Águila Negra, 18 de octubre de 1841; con Collar, 1849[75]
  - Cruz de Gran Comandante de la Real Orden de Hohenzollern, 1851; con Estrella, 11 de septiembre de 1869; con Espadas, 1873[75]
  - Gran Cruz del Águila Roja, con Hojas de Roble, 18 de octubre de 1861; con Espadas, 1864[75]
  - Caballero de la Corona Prusiana, 1.ª Clase, 18 de octubre de 1861[75]
  - Pour le Mérite (militar), 29 de junio de 1866; con Hojas de Roble, 3 de agosto de 1866; Gran Cruz, 20 de septiembre de 1866; con Hojas de Roble, 2 de septiembre de 1873[75]
  - Cruz de Hierro (1870), 1.ª y 2.ª Clases; Gran Cruz, 22 de marzo de 1871[76]
  - Cruz al Servicio
- Hohenzollern: Cruz de Honor de la Principesca Orden de Hohenzollern, 1.ª Clase con Espadas
- Ducados de Ascania: Gran Cruz de Alberto el Oso, 14 de febrero de 1853; con Espadas, 12 de septiembre de 1864[77]
- Gran Ducado de Baden:[78]
  - Caballero de la Orden de la Fidelidad, 1850
  - Gran Cruz del León de Zähringen, 1850
  - Gran Cruz de la Orden al Mérito Militar de Carlos Federico, 1867
- Reino de Baviera:
  - Caballero de San Huberto, 1853[79]
  - Gran Cruz de la Orden Militar de Max Joseph, 28 de agosto de 1870[80]
- Ducado de Brunswick: Gran Cruz de Enrique el León
- Ducados Ernestinos: Gran Cruz de la Orden de la Casa Ernestina de Sajonia, noviembre de 1854[81]
- Reino de Hannover:[82]
  - Caballero de San Jorge, 1858
  - Gran Cruz de la Orden Real Güélfica, 1858
- Hesse-Kassel: Caballero del León Dorado, 16 de abril de 1853[83]
- Hesse-Darmstadt:[84]
  - Gran Cruz de la Orden de Luis, 11 de octubre de 1855
  - Cruz al Mérito Militar de 1870/71, 15 de marzo de 1871
- Mecklemburgo:
  - Gran Cruz de la Corona Wéndica, con Corona en Yema
  - Cruz al Mérito Mililtar, 1.ª Clase (Schwerin)
  - Cruz por Distinción en Guerra (Strelitz)
- Ducado de Nassau: Caballero del León de Oro de la Casa de Nassau, marzo de 1861[85]
- Gran Ducado de Oldemburgo: Gran Cruz de la Orden de Pedro Federico Luis, con Corona Dorada, 17 de abril de 1859; con Espadas, 31 de diciembre de 1870[86]
- Sajonia-Weimar-Eisenach: Gran Cruz del Halcón Blanco, 15 de diciembre de 1848;[87] con Espadas, 1870[88]
- Reino de Sajonia:
  - Caballero de la Corona de Ruda, 1857[89]
  - Gran Cruz de la Orden Militar de San Enrique, 1870[90]
- Schaumburg-Lippe: Medalla al Mérito Militar
- Reino de Wurtemberg:[91]
  - Gran Cruz de la Corona de Wurtemberg, 1867
  - Gran Cruz de la Orden al Mérito Militar, 23 de octubre de 1870

Condecoraciones extranjeras
- Imperio austríaco:[92]
  - Gran Cruz de San Esteban, 1852
  - Caballero de la Orden Militar de María Teresa, 1864
  - Medalla al Servicio para Oficiales (25 años)
- Bélgica: Gran Cordón de la Orden de Leopoldo, 6 de mayo de 1853[93]
- Imperio del Brasil: Gran Cruz de la Cruz del Sur
- Dinamarca: Caballero del Elefante, 19 de agosto de 1873[94]
- Imperio francés: Gran Cruz de la Legión de Honor, diciembre de 1856[95]
- Reino de Grecia: Gran Cruz del Redentor
- Reino de Hawái: Gran Cruz de la Orden de Kamehameha I
- Imperio del Japón: Gran Cordón de la Orden del Crisantemo, 20 de mayo de 1880[96]
- Imperio Mexicano: Gran Cruz de la Orden de Guadalupe
- Países Bajos:
  - Gran Cruz de la Orden Militar de Guillermo, 23 de agosto de 1878[97]
  - Gran Cruz del León Neerlandés
- Imperio otomano:
  - Orden de Distinción, en Diamantes
  - Orden de Osmanieh, 1.ª Clase
  - Medalla Imtiyaz Dorada
- Beylicato de Túnez: Orden de la Familia Husainid
- Imperio persa: Orden del Retrato de Augusto, en Diamantes
- Reino de Portugal:
  - Gran Cruz de la Banda de las Dos Órdenes
  - Gran Cruz de la Torre y la Espada, con Espadas
- Dinastía Qing: Orden del Dragón Doble, Clase I Grado I
- Reino de Rumania: Gran Cruz de la Estrella de Rumania, con Espadas
- Imperio ruso:
  - Caballero de San Andrés, septiembre de 1843[98]
  - Caballero de San Alejandro Nevski, septiembre de 1843
  - Caballero del Águila Blanca, septiembre de 1843
  - Caballero de Santa Ana, 1.ª Clase, septiembre de 1843
  - Caballero de San Estanislao, 1.ª Clase, septiembre de 1843
  - Caballero de San Jorge, 4.ª Clase, 1869; 2.ª Clase, 1870[99]
- San Marino: Comandante de San Marino
- Reino de Cerdeña:
  - Caballero de la Anunciación, 11 de junio de 1850[100]
  - Gran Cruz de la Orden Militar de Saboya
  - Medalla de Oro al Valor Militar, 3 de julio de 1866[101]
- Santa Sede: Gran Cruz del Santo Sepulcro de Jerusalén
- Principado de Serbia:
  - Gran Cruz de la Cruz de Takovo
  - Gran Cruz del Águila Blanca
- Siam: Gran Cruz del Elefante Blanco
- España:
  - Caballero del Toisón de Oro, 29 de enero de 1862[102]
  - Gran Cruz de la Orden Militar de San Fernando
- Suecia-Noruega:
  - Caballero de la Orden de Carlos XIII, 3 de mayo de1858[103]
  - Caballero de los Serafines, 8 de enero de 1861[104]
  - Gran Cruz de San Olaf, 5 de agosto de 1873[105]
- Dos Sicilias: Gran Cruz de San Fernando y del Mérito
- Reino Unido:
  - Caballero de la Jarretera, 28 de enero de 1858[106]
  - Gran Cruz Honorario del Baño (militar), 25 de enero de 1883[107]
- Venezuela: Collar de la Orden del Libertador

## Ancestros
| \| \| \| \| \| \| \| \| \| \| \| \| \| \| \| \| \| \| \| \| 16. Augusto Guillermo de Prusia \| \| \| \| \| \| \| \| \| \| \| \| \| \| \| \| \| \| \| \| \| \| \| \| \| \| \| \| \| \| \| \| \| \| \| \| \| \| \| \| \| \| \| \| \| \| \| \| \| \| \| \| \| \| 8. Federico Guillermo II de Prusia \| \| \| \| \| \| \| \| \| \| \| \| \| \| \| \| \| \| \| \| \| \| \| \| \| \| \| \| \| \| \| \| \| \| \| \| \| \| \| \| \| \| \| \| \| \| \| \| \| \| \| \| \| \| 17. Luisa Amalia de Brunswick-Wolfenbüttel \| \| \| \| \| \| \| \| \| \| \| \| \| \| \| \| \| \| \| \| \| \| \| \| \| \| \| \| \| \| \| \| \| \| \| \| \| \| \| \| \| \| \| \| \| \| \| \| \| \| \| \| \| \| 4. Federico Guillermo III de Prusia \| \| \| \| \| \| \| \| \| \| \| \| \| \| \| \| \| \| \| \| \| \| \| \| \| \| \| \| \| \| \| \| \| \| \| \| \| \| \| \| \| \| \| \| \| \| \| \| \| \| \| \| \| \| 18. Luis IX de Hesse-Darmstadt \| \| \| \| \| \| \| \| \| \| \| \| \| \| \| \| \| \| \| \| \| \| \| \| \| \| \| \| \| \| \| \| \| \| \| \| \| \| \| \| \| \| \| \| \| \| \| \| \| \| \| \| \| \| 9. Federica Luisa de Hesse-Darmstadt \| \| \| \| \| \| \| \| \| \| \| \| \| \| \| \| \| \| \| \| \| \| \| \| \| \| \| \| \| \| \| \| \| \| \| \| \| \| \| \| \| \| \| \| \| \| \| \| \| \| \| \| \| \| 19. Carolina de Zweibrücken-Birkenfeld \| \| \| \| \| \| \| \| \| \| \| \| \| \| \| \| \| \| \| \| \| \| \| \| \| \| \| \| \| \| \| \| \| \| \| \| \| \| \| \| \| \| \| \| \| \| \| \| \| \| \| \| \| \| 2. Guillermo I de Alemania \| \| \| \| \| \| \| \| \| \| \| \| \| \| \| \| \| \| \| \| \| \| \| \| \| \| \| \| \| \| \| \| \| \| \| \| \| \| \| \| \| \| \| \| \| \| \| \| \| \| \| \| \| \| 20. Carlos Luis Federico de Mecklemburgo \| \| \| \| \| \| \| \| \| \| \| \| \| \| \| \| \| \| \| \| \| \| \| \| \| \| \| \| \| \| \| \| \| \| \| \| \| \| \| \| \| \| \| \| \| \| \| \| \| \| \| \| \| \| 10. Carlos II de Mecklemburgo-Strelitz \| \| \| \| \| \| \| \| \| \| \| \| \| \| \| \| \| \| \| \| \| \| \| \| \| \| \| \| \| \| \| \| \| \| \| \| \| \| \| \| \| \| \| \| \| \| \| \| \| \| \| \| \| \| 21. Isabel Albertina de Sajonia-Hildburghausen \| \| \| \| \| \| \| \| \| \| \| \| \| \| \| \| \| \| \| \| \| \| \| \| \| \| \| \| \| \| \| \| \| \| \| \| \| \| \| \| \| \| \| \| \| \| \| \| \| \| \| \| \| \| 5. Luisa de Mecklemburgo-Strelitz \| \| \| \| \| \| \| \| \| \| \| \| \| \| \| \| \| \| \| \| \| \| \| \| \| \| \| \| \| \| \| \| \| \| \| \| \| \| \| \| \| \| \| \| \| \| \| \| \| \| \| \| \| \| 22. Jorge Guillermo de Hesse-Darmstadt \| \| \| \| \| \| \| \| \| \| \| \| \| \| \| \| \| \| \| \| \| \| \| \| \| \| \| \| \| \| \| \| \| \| \| \| \| \| \| \| \| \| \| \| \| \| \| \| \| \| \| \| \| \| 11. Federica Carolina de Hesse-Darmstadt \| \| \| \| \| \| \| \| \| \| \| \| \| \| \| \| \| \| \| \| \| \| \| \| \| \| \| \| \| \| \| \| \| \| \| \| \| \| \| \| \| \| \| \| \| \| \| \| \| \| \| \| \| \| 23. María Luisa Albertina de Leiningen-Falkenburg-Dagsburg \| \| \| \| \| \| \| \| \| \| \| \| \| \| \| \| \| \| \| \| \| \| \| \| \| \| \| \| \| \| \| \| \| \| \| \| \| \| \| \| \| \| \| \| \| \| \| \| \| \| \| \| \| \| 1. Federico III de Alemania \| \| \| \| \| \| \| \| \| \| \| \| \| \| \| \| \| \| \| \| \| \| \| \| \| \| \| \| \| \| \| \| \| \| \| \| \| \| \| \| \| \| \| \| \| \| \| \| \| \| \| \| \| \| 24. Ernesto Augusto II de Sajonia-Weimar-Eisenach \| \| \| \| \| \| \| \| \| \| \| \| \| \| \| \| \| \| \| \| \| \| \| \| \| \| \| \| \| \| \| \| \| \| \| \| \| \| \| \| \| \| \| \| \| \| \| \| \| \| \| \| \| \| 12. Carlos Augusto de Sajonia-Weimar-Eisenach \| \| \| \| \| \| \| \| \| \| \| \| \| \| \| \| \| \| \| \| \| \| \| \| \| \| \| \| \| \| \| \| \| \| \| \| \| \| \| \| \| \| \| \| \| \| \| \| \| \| \| \| \| \| 25. Ana Amalia de Brunswick-Wolfenbüttel \| \| \| \| \| \| \| \| \| \| \| \| \| \| \| \| \| \| \| \| \| \| \| \| \| \| \| \| \| \| \| \| \| \| \| \| \| \| \| \| \| \| \| \| \| \| \| \| \| \| \| \| \| \| 6. Carlos Federico de Sajonia-Weimar-Eisenach \| \| \| \| \| \| \| \| \| \| \| \| \| \| \| \| \| \| \| \| \| \| \| \| \| \| \| \| \| \| \| \| \| \| \| \| \| \| \| \| \| \| \| \| \| \| \| \| \| \| \| \| \| \| 26. Luis IX de Hesse-Darmstadt (= 18) \| \| \| \| \| \| \| \| \| \| \| \| \| \| \| \| \| \| \| \| \| \| \| \| \| \| \| \| \| \| \| \| \| \| \| \| \| \| \| \| \| \| \| \| \| \| \| \| \| \| \| \| \| \| 13. Luisa Augusta de Hesse-Darmstadt \| \| \| \| \| \| \| \| \| \| \| \| \| \| \| \| \| \| \| \| \| \| \| \| \| \| \| \| \| \| \| \| \| \| \| \| \| \| \| \| \| \| \| \| \| \| \| \| \| \| \| \| \| \| 27. Carolina de Zweibrücken-Birkenfeld (= 19) \| \| \| \| \| \| \| \| \| \| \| \| \| \| \| \| \| \| \| \| \| \| \| \| \| \| \| \| \| \| \| \| \| \| \| \| \| \| \| \| \| \| \| \| \| \| \| \| \| \| \| \| \| \| 3. Augusta de Sajonia-Weimar-Eisenach \| \| \| \| \| \| \| \| \| \| \| \| \| \| \| \| \| \| \| \| \| \| \| \| \| \| \| \| \| \| \| \| \| \| \| \| \| \| \| \| \| \| \| \| \| \| \| \| \| \| \| \| \| \| 28. Pedro III de Rusia \| \| \| \| \| \| \| \| \| \| \| \| \| \| \| \| \| \| \| \| \| \| \| \| \| \| \| \| \| \| \| \| \| \| \| \| \| \| \| \| \| \| \| \| \| \| \| \| \| \| \| \| \| \| 14. Pablo I de Rusia \| \| \| \| \| \| \| \| \| \| \| \| \| \| \| \| \| \| \| \| \| \| \| \| \| \| \| \| \| \| \| \| \| \| \| \| \| \| \| \| \| \| \| \| \| \| \| \| \| \| \| \| \| \| 29. Catalina II de Rusia \| \| \| \| \| \| \| \| \| \| \| \| \| \| \| \| \| \| \| \| \| \| \| \| \| \| \| \| \| \| \| \| \| \| \| \| \| \| \| \| \| \| \| \| \| \| \| \| \| \| \| \| \| \| 7. María Pávlovna Románova \| \| \| \| \| \| \| \| \| \| \| \| \| \| \| \| \| \| \| \| \| \| \| \| \| \| \| \| \| \| \| \| \| \| \| \| \| \| \| \| \| \| \| \| \| \| \| \| \| \| \| \| \| \| 30. Federico II Eugenio de Wurtemberg \| \| \| \| \| \| \| \| \| \| \| \| \| \| \| \| \| \| \| \| \| \| \| \| \| \| \| \| \| \| \| \| \| \| \| \| \| \| \| \| \| \| \| \| \| \| \| \| \| \| \| \| \| \| 15. Sofía Dorotea de Wurtemberg \| \| \| \| \| \| \| \| \| \| \| \| \| \| \| \| \| \| \| \| \| \| \| \| \| \| \| \| \| \| \| \| \| \| \| \| \| \| \| \| \| \| \| \| \| \| \| \| \| \| \| \| \| \| 31. Federica Dorotea de Brandeburgo-Schwedt \| \| \| \| \| \| \| \| \| \| \| \| \| \| \| \| \| \| \| \| \| \| \| \| \| \| \| \| \| \| \| \| \| \| \| \| \| \| \| \| \| \| \| \| \| \| \| \| \| \| \| \| |                                                            |  |  |  |  |  |  |  |  |  |  |  |  |  |  |  |
| |                                                            |  |  |  |  |  |  |  |  |  |  |  |  |  |  |  |
| | 16. Augusto Guillermo de Prusia                            |  |  |  |  |  |  |  |  |  |  |  |  |  |  |  |
| |                                                            |  |  |  |  |  |  |  |  |  |  |  |  |  |  |  |
| |                                                            |  |  |  |  |  |  |  |  |  |  |  |  |  |  |  |
| | 8. Federico Guillermo II de Prusia                         |  |  |  |  |  |  |  |  |  |  |  |  |  |  |  |
| |                                                            |  |  |  |  |  |  |  |  |  |  |  |  |  |  |  |
| |                                                            |  |  |  |  |  |  |  |  |  |  |  |  |  |  |  |
| | 17. Luisa Amalia de Brunswick-Wolfenbüttel                 |  |  |  |  |  |  |  |  |  |  |  |  |  |  |  |
| |                                                            |  |  |  |  |  |  |  |  |  |  |  |  |  |  |  |
| |                                                            |  |  |  |  |  |  |  |  |  |  |  |  |  |  |  |
| | 4. Federico Guillermo III de Prusia                        |  |  |  |  |  |  |  |  |  |  |  |  |  |  |  |
| |                                                            |  |  |  |  |  |  |  |  |  |  |  |  |  |  |  |
| |                                                            |  |  |  |  |  |  |  |  |  |  |  |  |  |  |  |
| | 18. Luis IX de Hesse-Darmstadt                             |  |  |  |  |  |  |  |  |  |  |  |  |  |  |  |
| |                                                            |  |  |  |  |  |  |  |  |  |  |  |  |  |  |  |
| |                                                            |  |  |  |  |  |  |  |  |  |  |  |  |  |  |  |
| | 9. Federica Luisa de Hesse-Darmstadt                       |  |  |  |  |  |  |  |  |  |  |  |  |  |  |  |
| |                                                            |  |  |  |  |  |  |  |  |  |  |  |  |  |  |  |
| |                                                            |  |  |  |  |  |  |  |  |  |  |  |  |  |  |  |
| | 19. Carolina de Zweibrücken-Birkenfeld                     |  |  |  |  |  |  |  |  |  |  |  |  |  |  |  |
| |                                                            |  |  |  |  |  |  |  |  |  |  |  |  |  |  |  |
| |                                                            |  |  |  |  |  |  |  |  |  |  |  |  |  |  |  |
| | 2. Guillermo I de Alemania                                 |  |  |  |  |  |  |  |  |  |  |  |  |  |  |  |
| |                                                            |  |  |  |  |  |  |  |  |  |  |  |  |  |  |  |
| |                                                            |  |  |  |  |  |  |  |  |  |  |  |  |  |  |  |
| | 20. Carlos Luis Federico de Mecklemburgo                   |  |  |  |  |  |  |  |  |  |  |  |  |  |  |  |
| |                                                            |  |  |  |  |  |  |  |  |  |  |  |  |  |  |  |
| |                                                            |  |  |  |  |  |  |  |  |  |  |  |  |  |  |  |
| | 10. Carlos II de Mecklemburgo-Strelitz                     |  |  |  |  |  |  |  |  |  |  |  |  |  |  |  |
| |                                                            |  |  |  |  |  |  |  |  |  |  |  |  |  |  |  |
| |                                                            |  |  |  |  |  |  |  |  |  |  |  |  |  |  |  |
| | 21. Isabel Albertina de Sajonia-Hildburghausen             |  |  |  |  |  |  |  |  |  |  |  |  |  |  |  |
| |                                                            |  |  |  |  |  |  |  |  |  |  |  |  |  |  |  |
| |                                                            |  |  |  |  |  |  |  |  |  |  |  |  |  |  |  |
| | 5. Luisa de Mecklemburgo-Strelitz                          |  |  |  |  |  |  |  |  |  |  |  |  |  |  |  |
| |                                                            |  |  |  |  |  |  |  |  |  |  |  |  |  |  |  |
| |                                                            |  |  |  |  |  |  |  |  |  |  |  |  |  |  |  |
| | 22. Jorge Guillermo de Hesse-Darmstadt                     |  |  |  |  |  |  |  |  |  |  |  |  |  |  |  |
| |                                                            |  |  |  |  |  |  |  |  |  |  |  |  |  |  |  |
| |                                                            |  |  |  |  |  |  |  |  |  |  |  |  |  |  |  |
| | 11. Federica Carolina de Hesse-Darmstadt                   |  |  |  |  |  |  |  |  |  |  |  |  |  |  |  |
| |                                                            |  |  |  |  |  |  |  |  |  |  |  |  |  |  |  |
| |                                                            |  |  |  |  |  |  |  |  |  |  |  |  |  |  |  |
| | 23. María Luisa Albertina de Leiningen-Falkenburg-Dagsburg |  |  |  |  |  |  |  |  |  |  |  |  |  |  |  |
| |                                                            |  |  |  |  |  |  |  |  |  |  |  |  |  |  |  |
| |                                                            |  |  |  |  |  |  |  |  |  |  |  |  |  |  |  |
| | 1. Federico III de Alemania                                |  |  |  |  |  |  |  |  |  |  |  |  |  |  |  |
| |                                                            |  |  |  |  |  |  |  |  |  |  |  |  |  |  |  |
| |                                                            |  |  |  |  |  |  |  |  |  |  |  |  |  |  |  |
| | 24. Ernesto Augusto II de Sajonia-Weimar-Eisenach          |  |  |  |  |  |  |  |  |  |  |  |  |  |  |  |
| |                                                            |  |  |  |  |  |  |  |  |  |  |  |  |  |  |  |
| |                                                            |  |  |  |  |  |  |  |  |  |  |  |  |  |  |  |
| | 12. Carlos Augusto de Sajonia-Weimar-Eisenach              |  |  |  |  |  |  |  |  |  |  |  |  |  |  |  |
| |                                                            |  |  |  |  |  |  |  |  |  |  |  |  |  |  |  |
| |                                                            |  |  |  |  |  |  |  |  |  |  |  |  |  |  |  |
| | 25. Ana Amalia de Brunswick-Wolfenbüttel                   |  |  |  |  |  |  |  |  |  |  |  |  |  |  |  |
| |                                                            |  |  |  |  |  |  |  |  |  |  |  |  |  |  |  |
| |                                                            |  |  |  |  |  |  |  |  |  |  |  |  |  |  |  |
| | 6. Carlos Federico de Sajonia-Weimar-Eisenach              |  |  |  |  |  |  |  |  |  |  |  |  |  |  |  |
| |                                                            |  |  |  |  |  |  |  |  |  |  |  |  |  |  |  |
| |                                                            |  |  |  |  |  |  |  |  |  |  |  |  |  |  |  |
| | 26. Luis IX de Hesse-Darmstadt (= 18)                      |  |  |  |  |  |  |  |  |  |  |  |  |  |  |  |
| |                                                            |  |  |  |  |  |  |  |  |  |  |  |  |  |  |  |
| |                                                            |  |  |  |  |  |  |  |  |  |  |  |  |  |  |  |
| | 13. Luisa Augusta de Hesse-Darmstadt                       |  |  |  |  |  |  |  |  |  |  |  |  |  |  |  |
| |                                                            |  |  |  |  |  |  |  |  |  |  |  |  |  |  |  |
| |                                                            |  |  |  |  |  |  |  |  |  |  |  |  |  |  |  |
| | 27. Carolina de Zweibrücken-Birkenfeld (= 19)              |  |  |  |  |  |  |  |  |  |  |  |  |  |  |  |
| |                                                            |  |  |  |  |  |  |  |  |  |  |  |  |  |  |  |
| |                                                            |  |  |  |  |  |  |  |  |  |  |  |  |  |  |  |
| | 3. Augusta de Sajonia-Weimar-Eisenach                      |  |  |  |  |  |  |  |  |  |  |  |  |  |  |  |
| |                                                            |  |  |  |  |  |  |  |  |  |  |  |  |  |  |  |
| |                                                            |  |  |  |  |  |  |  |  |  |  |  |  |  |  |  |
| | 28. Pedro III de Rusia                                     |  |  |  |  |  |  |  |  |  |  |  |  |  |  |  |
| |                                                            |  |  |  |  |  |  |  |  |  |  |  |  |  |  |  |
| |                                                            |  |  |  |  |  |  |  |  |  |  |  |  |  |  |  |
| | 14. Pablo I de Rusia                                       |  |  |  |  |  |  |  |  |  |  |  |  |  |  |  |
| |                                                            |  |  |  |  |  |  |  |  |  |  |  |  |  |  |  |
| |                                                            |  |  |  |  |  |  |  |  |  |  |  |  |  |  |  |
| | 29. Catalina II de Rusia                                   |  |  |  |  |  |  |  |  |  |  |  |  |  |  |  |
| |                                                            |  |  |  |  |  |  |  |  |  |  |  |  |  |  |  |
| |                                                            |  |  |  |  |  |  |  |  |  |  |  |  |  |  |  |
| | 7. María Pávlovna Románova                                 |  |  |  |  |  |  |  |  |  |  |  |  |  |  |  |
| |                                                            |  |  |  |  |  |  |  |  |  |  |  |  |  |  |  |
| |                                                            |  |  |  |  |  |  |  |  |  |  |  |  |  |  |  |
| | 30. Federico II Eugenio de Wurtemberg                      |  |  |  |  |  |  |  |  |  |  |  |  |  |  |  |
| |                                                            |  |  |  |  |  |  |  |  |  |  |  |  |  |  |  |
| |                                                            |  |  |  |  |  |  |  |  |  |  |  |  |  |  |  |
| | 15. Sofía Dorotea de Wurtemberg                            |  |  |  |  |  |  |  |  |  |  |  |  |  |  |  |
| |                                                            |  |  |  |  |  |  |  |  |  |  |  |  |  |  |  |
| |                                                            |  |  |  |  |  |  |  |  |  |  |  |  |  |  |  |
| | 31. Federica Dorotea de Brandeburgo-Schwedt                |  |  |  |  |  |  |  |  |  |  |  |  |  |  |  |
| |                                                            |  |  |  |  |  |  |  |  |  |  |  |  |  |  |  |
| |                                                            |  |  |  |  |  |  |  |  |  |  |  |  |  |  |  |

| Predecesor: Guillermo I | Emperador de Alemania 1888 (9 de marzo-15 de junio) | Sucesor: Guillermo II |
| Predecesor: Guillermo I | Rey de Prusia 1888 (9 de marzo-15 de junio)         | Sucesor: Guillermo II |